# Nottingham Castle
Nottingham Castle er en tidligere middelalderborg i Nottingham, England, der senere er blevet erstattet med en georgiansk landsted. Den blev oprindeligt opført som en træ-fæstning i 1068 efter den normanniske erobring af England, men Henrik 2. af England genopførte den i sten. I middelalderen var det en vigtig kongelig fæstning og lejlighedsvis kongeligt residensslot. I 1500-tallet forfaldt borgen og den blev stort set nedrevet i 1651 bortset fra murene og porten, der stadig står. Den er opført på et forbjerg kaldet, der ligger 130 m over det omkringliggende landskab.
William Cavendish, 1. hertug af Newcastle opførte en landsted i 1670'erne, der blev færdiggjort af hans søn Henry Cavendish, 2. hertug af Newcastle. Denne bygning blev nedbrændt af oprørere i 1831 og den stod som en ruin i over 40 år. I 1870'erne blev den genopført for at huse et galleri og museum, der fortsat er i brug.
Nottingham City Council ejer borgen, men den drives af en uafhængig organisation kaldet Nottingham Castle Trust.
Det er en listed building af første grad.